# The Carlyle Group
The Carlyle Group is een Amerikaanse en tevens een van 's werelds grootste internationale, particuliere private-equity-investeringsmaatschappijen. De groep beheert meer dan US$ 425 miljard in 2023. Het bedrijf heeft circa 2200 werknemers verdeeld over 28 locaties, waaronder in Amsterdam.

## Oprichting
De groep werd in 1987 opgericht door een groep van ondernemers, onder wie David Rubinstein. De naam van de groep is afgeleid van het Carlyle Hotel, het favoriete hotel van de oprichters. In 1989 trad Frank Carlucci, een minister van Defensie onder Ronald Reagan, toe tot het bestuur van Carlyle en sindsdien is de verwevenheid tussen de groep en de Amerikaanse politiek alleen maar gegroeid.
In 1990 werd de latere president George W. Bush (2000-2008) tot bestuurslid benoemd. In de negentiger jaren voltrok zich een forse stijging van Saoedische defensie-uitgaven in de Verenigde Staten, synchroon aan warme banden tussen de Bush-familie en de Saoed-dynastie, die zelfs de Aanslagen op 11 september 2001 doorstonden.
Carlyle kwam in 2004 negatief in het nieuws door de dubbelrol van James Baker. Deze vertrouweling van de familie Bush werd op 21 januari naar Koeweit gezonden met de opdracht de regering te bewegen tot terughoudendheid bij het vorderen van schulden van het juist bevrijde buurland Irak. Tegelijk met Baker vloog een delegatie van Carlyle, waarvan Baker commissaris was, naar Koeweit om de order te bemachtigen de Koeweitse belangen in de Iraakse schuldenproblematiek te behartigen. De Carlyle-affaire is slechts een van de twijfelachtige voorbeelden van betrokkenheid van het Amerikaanse bedrijfsleven bij de oorlog in Irak. Het bekendste voorbeeld is de Halliburton-affaire.
De investeringen van de groep in de luchtvaart- en defensiesectoren worden bekritiseerd. De groep maakt deel uit van een zogenoemde "IJzeren Driehoek" waarin (Amerikaanse) overheid, defensiebedrijven en investeerders samenkomen.

## Investeringen
In 2023 had Carlyle meer dan US$ 426 miljard onder beheer. De activiteiten zijn in drie onderdelen verdeeld:
- Global Private Equity met US$ 161 miljard onder beheer (38% van het totaal);
- Global Credit, idem US$ 188 miljard (44%)
- Global Investment Solutions, idem US$ 77 miljard (18%)

De belangrijkste bron van inkomsten zijn de beheervergoedingen, een klein percentage van het vermogen dat door Carlyle wordt beheerd. Dit is een stabiele bron van inkomsten. Verder kan het bedrijf aanspraak maken op een deel van de winst die door bepaalde transactie gerealiseerd worden en tot slot zijn er inkomsten op beleggingen en investeringen die voor eigen rekening zijn gedaan. De belangrijkste kosten zijn de werknemers, zij ontvangen loon en prestatievergoedingen.
In 2003 beheerde de groep nog 21 individuele fondsen in vijf investeringsdisciplines: overnames, durfkapitaal, vastgoed, reorganisatorische overnames en lucratieve overnames.

## Nederland
Carlyle had in Nederland vanaf januari 2003 een aandelenbelang van 46% in Casema. Dit belang werd in 2006 werd verkocht. Het had ook een belang in The Nielsen Company (voormalig VNU Group).
In 2011 kwam AlpInvest voor 60% in handen van The Carlyle Group. In 2013 kocht Carlyle de resterende aandelen en werd de enige eigenaar. AlpInvest had toen 37 miljard euro onder beheer, voornamelijk afkomstig van het  Algemeen Burgerlijk Pensioenfonds (ABP) en het Pensioenfonds Zorg en Welzijn. Carlyle betaalde het restaandeel met 2,8 miljoen eigen aandelen en vier miljoen euro in contanten, in totaal zo'n 67 miljoen euro. Bij AlpInvest werkten toen 150 mensen.
Sinds 2018 is AkzoNobel Speciality Chemicals, tegenwoordig Nouryon, in handen van The Carlyle Group. AkzoNobel verkocht het chemie-onderdeel aan Carlyle en GIC uit Singapore voor 10,1 miljard euro, inclusief de overname van schulden. Bij het onderdeel werken bijna 9000 mensen, waarvan 2300 in Nederland. In augustus 2024 maakte Carlyle bekend afscheid te willen nemen van deze investering.

## Documentaires
In de documentaire Fahrenheit 9/11 van de Amerikaanse documentairemaker Michael Moore wordt Carlyle ook ter discussie gesteld. Op de ochtend van 11 september 2001 vergaderen Bush sr. en James Baker met de zakenman Shafiq bin Laden, een broer van Osama bin Laden, op een bijeenkomst die door Carlyle was georganiseerd.